# كبلر-11b
كيبلر 11 بي (بالإنجليزية: Kepler-11b)‏ الذي يرمز له بالرمز KOI-157.06، هو كوكب خارج المجموعة الشمسية، في كوكبة الدجاجة (كوكبة)، يتبع Kepler-11.

## الاكتشاف
اكتشف في 2 فبراير 2011، وكانت طريقة الاكتشاف طريقة العبور.